# Leslie Wildman
Leslie Wildman, és una compositora nord-americana que va créixer a Lake Bluff, Illinois.

## Biografia
Leslie Wildman va estudiar piano amb Ellen Graff Mehegan. El seu primer professor de composició va ser William O. Smith a la Universitat de Washington, Seattle, estat de Washington. Leslie va traslladar a Berkeley, Califòrnia, on va estudiar amb Andrew Imbrie. El 1986, va rebre un màster en composició musical per la Universitat de Califòrnia, Berkeley. Després de completar la seva formació, Leslie Wildman va treballar breument com a orquestadora per al compositor de pel·lícules, Laurence Rosenthal. Ha treballat amb el coreògraf Henning Rübsam, la companyia de dansa SENSEDANCE té la seu a Nova York. Actualment divideix el seu temps entre la ciutat de Nova York i la zona de la badia de San Francisco. Les obres principals inclouen Overture to a Wink per a gran orquestra estrenada el 1987 a Berkeley, Califòrnia; Let Me Not Mar per a soprano, oboè i piano, es va estrenar l'any 1988 a l'Aspen Music Festival; i Solo Flight, una obra de teatre per a soprano i electrònica basada en el vol d'Amelia Earhart a través de l'Atlàntic, estrenada el 1995 a Viena, Àustria.